# سهره کاکتوسی معمولی
سهره کاکتوسی معمولی (نام علمی: Geospiza scandens) نام یک گونه از سرده سهره‌های زمینی است.